# 조쉬 파이스
조시 파이스(Josh Pais, 영어 발음: /paɪs/, 1964년 6월 21일 ~ )는 미국의 배우, 연기 교사이다.

## 출연 작품
- 머더리스 브루클린 (2019년)
- 크라운 하이츠 (2017년)
- 고잉 인 스타일 (2017년) - 척 피어스 역
- 아이 쏘우 더 라이트 (2016년)
- 마이 베이커리 인 뉴욕 (2015년)
- 부모님과 이혼하는 방법 (2015년)
- 브루클린의 멋진 주말 (2014년) - 잭슨 역
- 시럽 (2013년) - 데이비슨 역
- 사랑이 필요할 때 (2013년) - 폴 역
- 더 노말 (2012년) - 허니색 의사 역
- 프라이스 체크 (2012년) - 도우그 역
- 시크릿 (2012년) - 존 아임즈 역
- 키 맨 (2011년) - 아베 역
- 디태치먼트 (2011년) - 메레디스의 아버지 역
- 뉴욕에서 착하게 살아가는 법 (2010년)
- 리프 오브 그래스 (2009년)
- 젠틀맨 브론코스 (2009년)
- 어드벤처랜드 (2009년)
- Reunion (2009)
- 어쌔신네이션 (2008년)
- 라이프라인즈 (2008년)
- 와칭 디텍티브 (2007년)
- 이어 오브 더 독 (2007년) - 로빈 역
- 시네도키, 뉴욕 (2007년)
- 티스 (2007년) - 닥터 갓프리 역
- 파인드 미 길티 (2006년)
- 컨페스 (2005년)
- 리틀 맨하탄 (2005년) - 로니 역
- 스테이션 에이전트 (2003년) - 칼 역
- 폰 부스 (2002년) - 마리오 역
- 스코틀랜드 PA (2001년)
- 뷰티풀 마인드 (2001년)
- 스위밍 (2000년)
- 스크림 3 (2000년)
- 뮤직 오브 하트 (1999년)
- 세이프 맨 (1998년)
- 시빌 액션 (1998년)
- 라운더스 (1998년)
- 콜린 피츠 살아있다! (1997년)
- 하우 투 비 루이즈 (1990년)
- 닌자 거북이 (1990) - 라파엘 목소리 역
- 상처 뿐인 훈장 (1989년)

### 텔레비전
- 코스비 가족 만세 (1988)
- 머피 브라운 (1989)
- 로앤오더: 범죄 전담반 (1990-2009)
- 스타 트렉: 딥 스페이스 나인 (1997-98)
- 섹스 앤 더 시티 (1998)
- 로앤오더: 성범죄 전담반 (2000-16)
- 레스큐 미 (2005)
- 소프라노스 (2006)
- 대미지 (2007)
- 사이크 (2013)
- 영거 (2013-19)
- 레이 도노반 (2013-19)
- 굿 와이프 (2014)